# Louis Breitenstein
Carl Wilhelm Ludwig (Louis) Breitenstein (* 14. Juni 1837 in Kleinbrüchter; † 18. Dezember 1901 ebenda) war ein deutscher Landwirt und Politiker.

## Leben
Breitenstein war der Sohn des Anspänners und Leutnants Heinrich Conrad Breitenstein und dessen Ehefrau Johanne Henriette Friederike geborene Friedrich. Er war evangelisch-lutherischer Konfession und heiratete am 1. Oktober 1857 in Holzthaleben Henriette Wilhelmine Nachtwey (27. Mai 1837 in Holzthaleben; † 26. September 1921 in Kleinbrüchter), die Tochter des Anspänners Johann Friedrich Nachtwey.
Breitenstein lebte als Landwirt in Kleinbrüchter.
Vom 25. August 1876 bis zum 20. Mai 1879 war er Abgeordneter im Landtag des Fürstentums Schwarzburg-Sondershausen. 